# Station Barendrecht
Station Barendrecht is een volledig overdekt spoorwegstation in Barendrecht aan de spoorlijn Breda - Rotterdam (Staatslijn I), in de Kap van Barendrecht. Aan de oostzijde is de wand geheel van glas, aan de westzijde is de bovenkant van de wand van glas, met daaronder de betonnen afscheiding van de overige vijf sporen in de kap.
Het oorspronkelijke station werd geopend op 1 november 1872; het lag aan de nog bestaande Stationsweg ter hoogte van de Wilhelminastraat. Rondom het station ontstond in de jaren '20 en '30 de Stationsbuurt. In 1973 werd een nieuw station geopend, enkele honderden meters noordelijker. Hier werd een nieuw stationsgebouw van architect Douma geopend; het oude stationsgebouw werd gesloopt. In 2001 werd het geheel nieuwe station in gebruik genomen, gelegen in een anderhalve kilometer lange landtunnel.
Het is een station met poortjes.

## Treinen
Het station wordt in de dienstregeling 2025 door de volgende treinseries bediend:
| Serie | Treinsoort    | Route | Bijzonderheden                                                    |
| ----- | ------------- | --- | ----------------------------------------------------------------- |
| 5000  | Sprinter (NS) | Den Haag Centraal – Den Haag HS – Delft – Schiedam Centrum – Rotterdam Centraal – Rotterdam Blaak – Rotterdam Lombardijen – Barendrecht – Dordrecht | Rijdt niet na 20:00 uur en in het weekend.                        |
| 5100  | Sprinter (NS) | Den Haag Centraal – Den Haag HS – Delft – Schiedam Centrum – Rotterdam Centraal – Rotterdam Blaak – Rotterdam Lombardijen – Barendrecht – Dordrecht |                                                                   |
| 5200  | Sprinter (NS) | Den Haag Centraal – Den Haag HS – Delft – Schiedam Centrum – Rotterdam Centraal – Rotterdam Blaak – Rotterdam Lombardijen – Barendrecht – Dordrecht | Rijdt enkel van maandag tot en met donderdag tot circa 19:00 uur. |

## Buslijnen
De volgende buslijnen van de RET, Connexxion en Qbuzz stoppen op station Barendrecht:
| Lijn                                             | Bestemming                   | Via                                | Soort               | Bijzonderheden                                                          |
| Bus Rotterdam (RET)                              | Bus Rotterdam (RET)          | Bus Rotterdam (RET)                | Bus Rotterdam (RET) | Bus Rotterdam (RET)                                                     |
| ------------------------------------------------ | ---------------------------- | ---------------------------------- | ------------------- | ----------------------------------------------------------------------- |
| 84                                               | Rotterdam Zuidplein          | Molenvliet, Bijdorp, Lombardijen   | Streekbus           |                                                                         |
| 187                                              | Ridderkerk Nieuw-Reijerwaard | Ziedewij                           | Spitsbus            | In de ochtendspits naar Ridderkerk en in de middagspits naar Rotterdam. |
| 187                                              | Rotterdam Zuidplein          | Dierenstein                        | Spitsbus            | In de ochtendspits naar Ridderkerk en in de middagspits naar Rotterdam. |
| 283                                              | Rotterdam Zuidplein          | Ter Leede, Carnisselande, Portland | Spitsbus            |                                                                         |
| 603                                              | Barendrecht Carnisselande    | Centrum, Paddewei, Smitshoek       | Buurtbus            | Rijdt niet 's avonds en in het weekend.                                 |
| 603                                              | Ridderkerk Waterschap        |                                    | Buurtbus            | Rijdt niet 's avonds en in het weekend.                                 |
| 608                                              | Ridderkerk Olmenlaan         | Rijsoord                           | Buurtbus            | Rijdt niet 's avonds en op zondag.                                      |
| 609                                              | Slikkerveer De Schans        | Rijsoord, Ridderkerk               | Buurtbus            | Rijdt niet 's avonds en in het weekend.                                 |
| 610                                              | Ridderkerk Koningsplein      |                                    | Buurtbus            | Rijdt alleen van maandag t/m vrijdag in de brede spits.                 |
| Hoeksche Waard - Goeree-Overflakkee (Connexxion) |                              |                                    |                     |                                                                         |
| 716                                              | Heinenoord Witte Boerderij   | Busstation Heinenoord              | Buurtbus            | Rijdt niet 's avonds en in het weekend.                                 |
| Drechtsteden, Molenlanden en Gorinchem (Qbuzz)   |                              |                                    |                     |                                                                         |
| 717                                              | Zwijndrecht Station          | Heerjansdam                        | buurtBuzz           | Rijdt niet 's avonds en op zondag.                                      |

## Ontwikkeling aantal reizigers
Het aantal door NS vervoerde reizigers (per gemiddelde werkdag) ontwikkelde zich sedert 2019 als volgt:
| Jaar | Aantal reizigers |
| ---- | ---------------- |
| 2019 | 6.066            |
| 2020 | 2.904            |
| 2021 | 3.177            |
| 2022 | 4.494            |
| 2023 | 5.238            |
| 2024 | 5.507            |

## Afbeeldingen

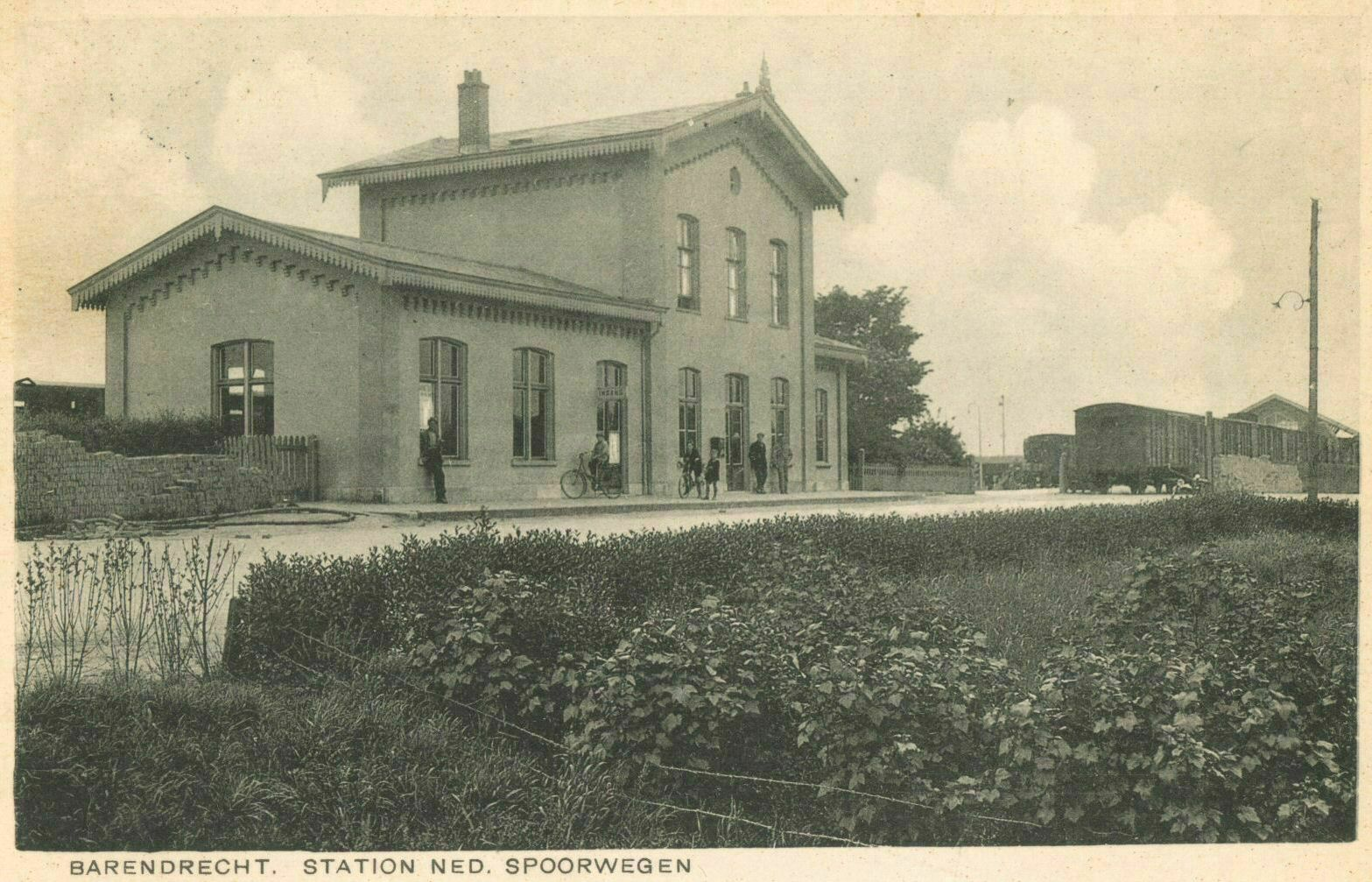
Het oude station tussen 1925 en 1935
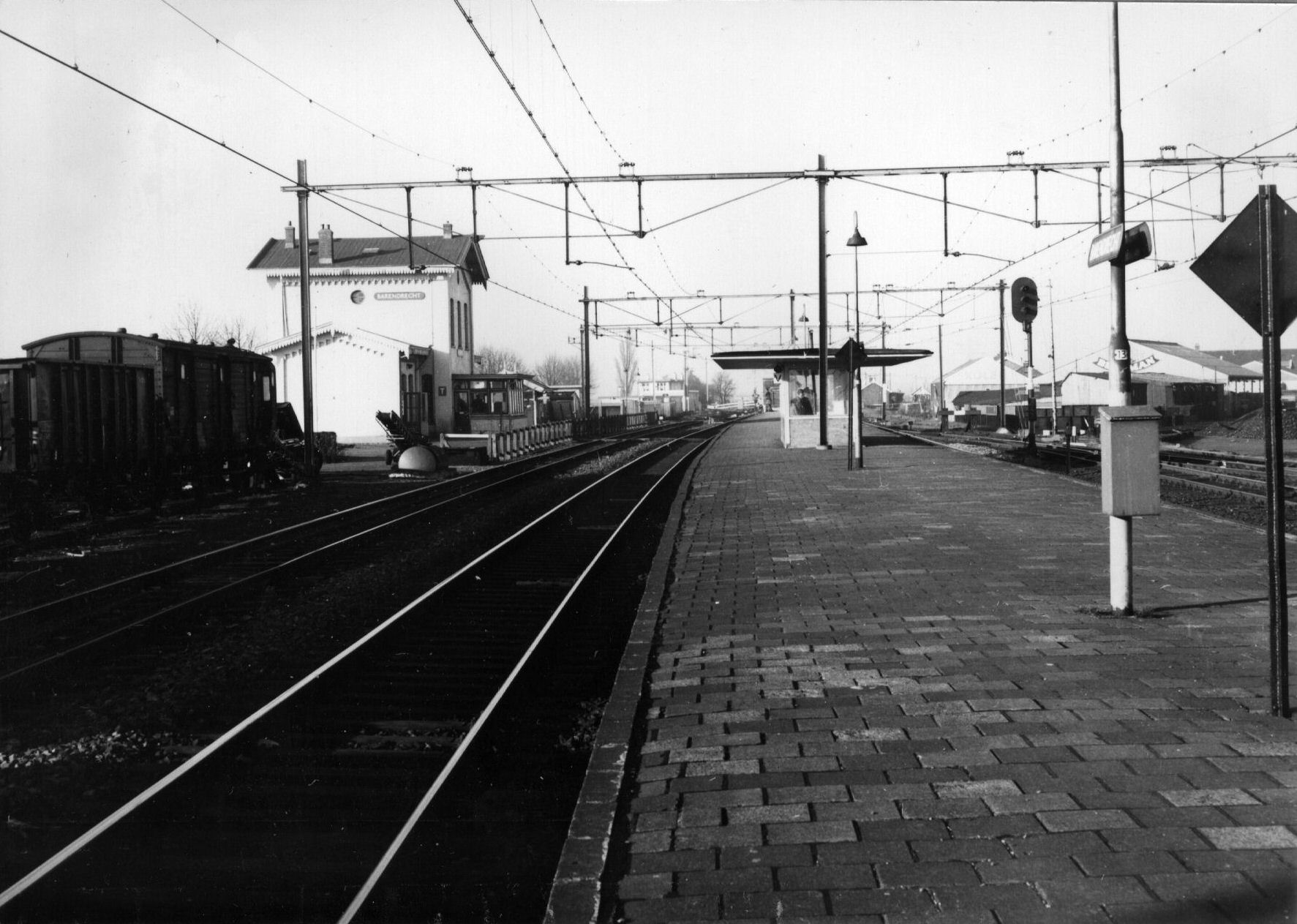
Perrons in 1967
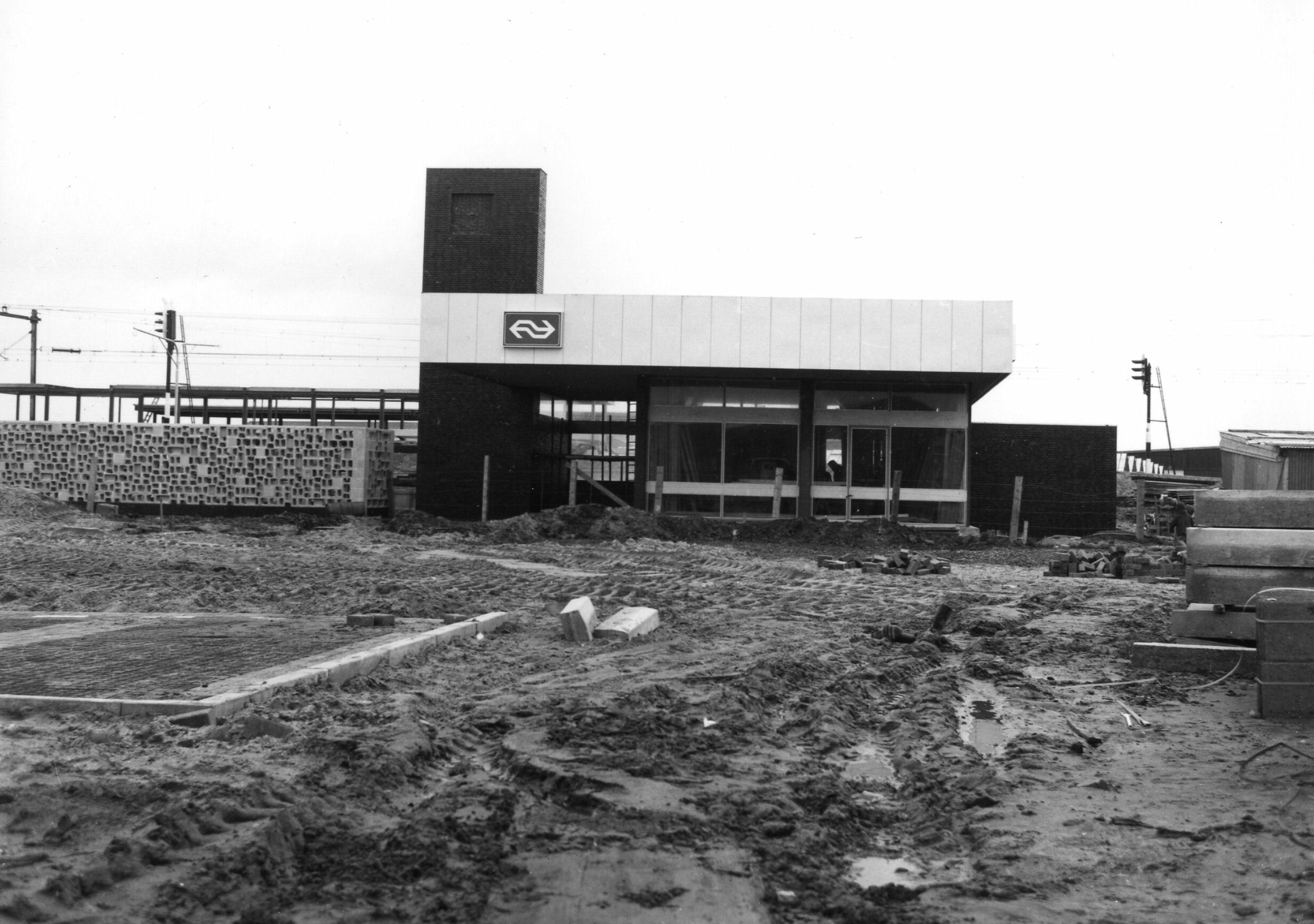
Nieuw station in aanbouw
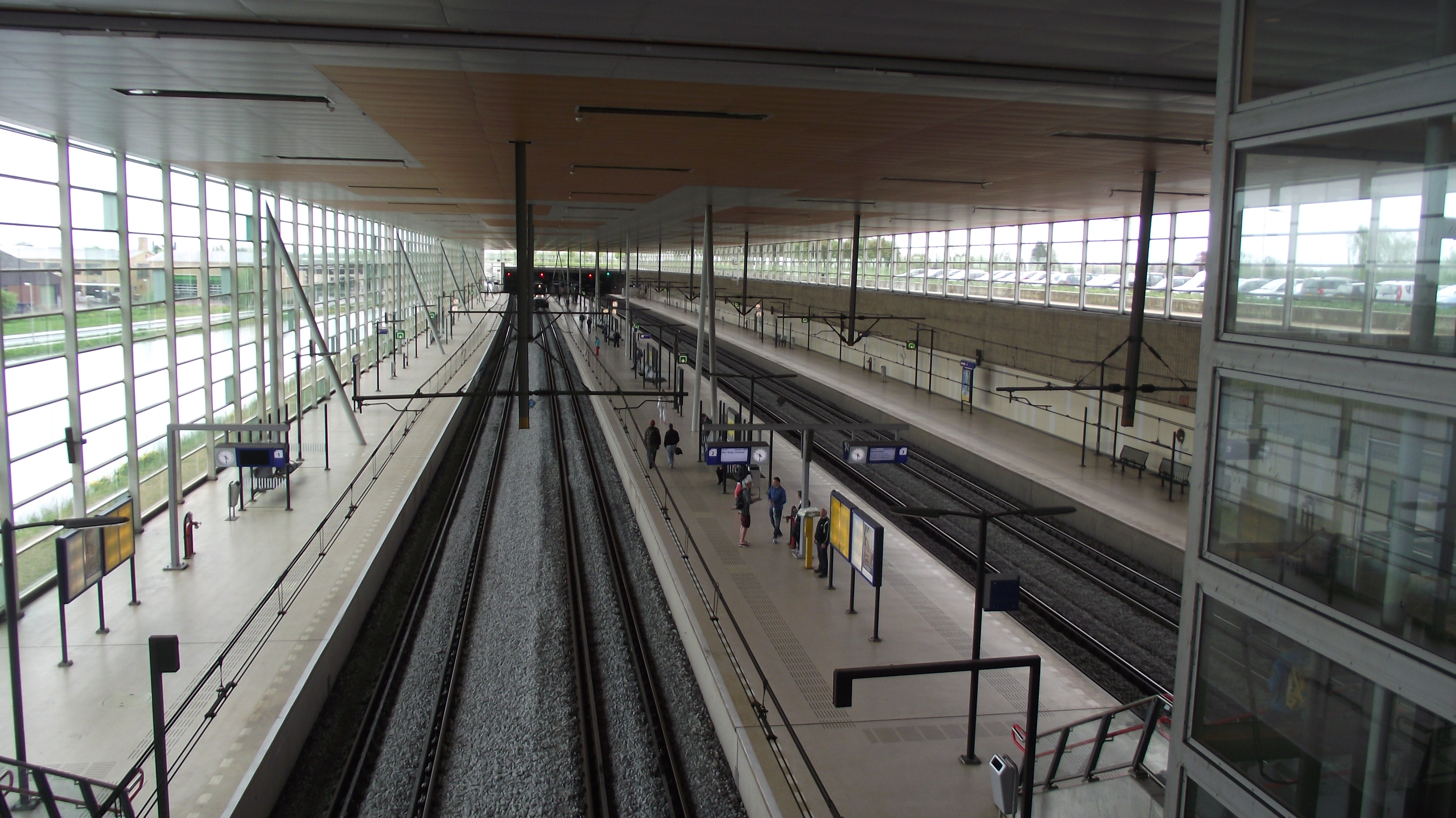
Perrons
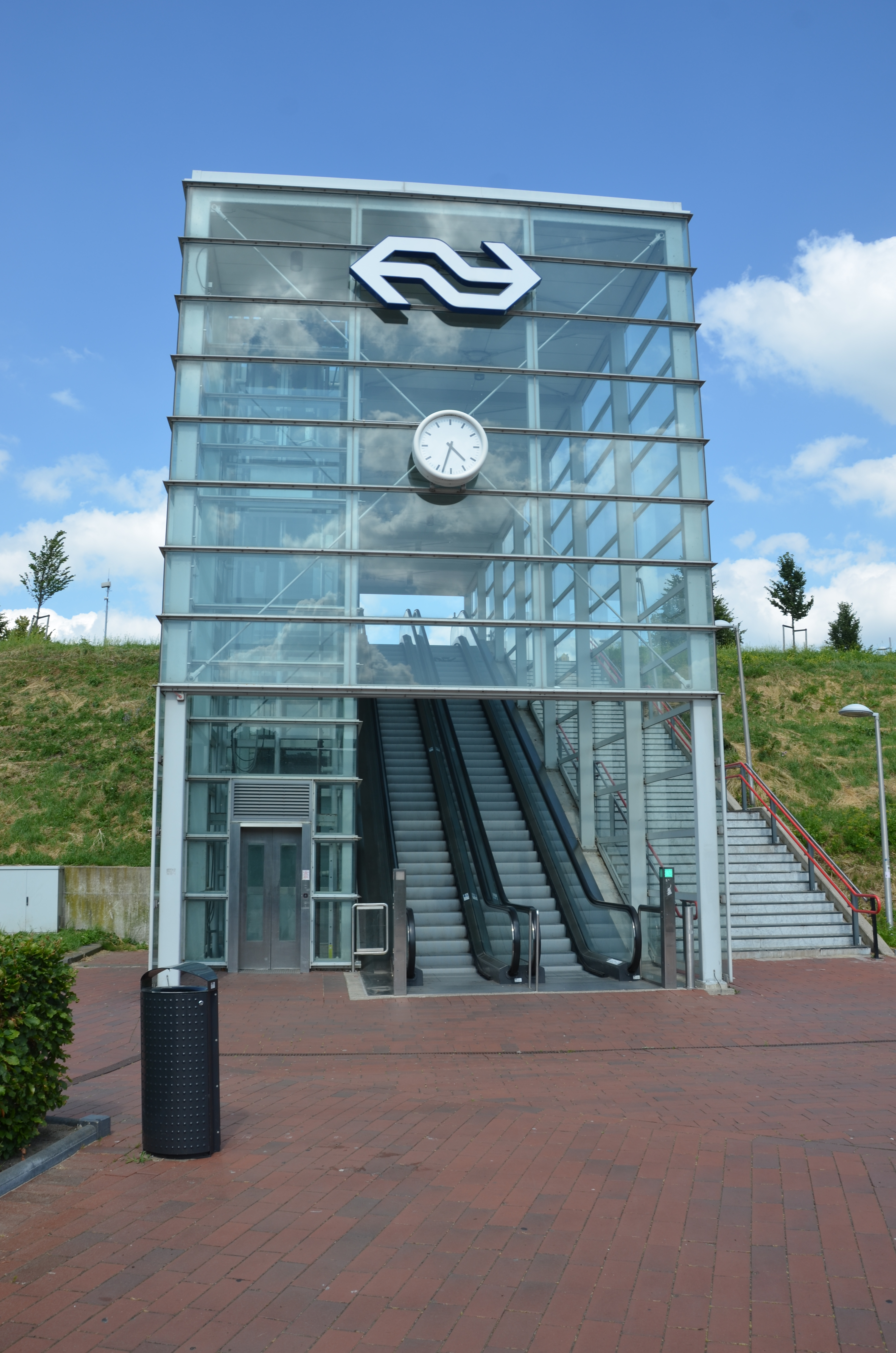
Ingang van het station

0,0: Breda ·
4,8: Breda-Prinsenbeek ·
6,0: Beek ·
10,8: Langeweg ·
14,9: Lage Zwaluwe ·
18,2: Moerdijk SS (voorm. einde) ·
21,1: Willemsdorp ·
26,9: Dordrecht Zuid ·
29,5: Dordrecht ·
31,5: Zwijndrecht ·
39,1: Barendrecht ·
42,2: Rotterdam Lombardijen ·
43,8: IJsselmonde ·
44,0: Rotterdam Stadion ·
45,0: Mallegat ·
45,1: Rotterdam Zuid ·
46,2: Fijenoord ·
47,5: Rotterdam Blaak ·
49,1: Rotterdam Centraal
Alphen a/d Rijn ·
Arkel · 
Barendrecht · 
Bodegraven · 
Boskoop · 
-Snijdelwijk · 
Boven Hardinxveld · 
Capelle Schollevaar · 
De Vink · 
Delft · 
-Campus · 
Den Haag:
-Centraal · 
-HS ·
-Laan van NOI · 
-Mariahoeve · 
-Moerwijk · 
-Ypenburg · 
Dordrecht · 
-Stadspolders ·
-Zuid ·
Gorinchem · 
Gouda · 
-Goverwelle · 
Hardinxveld:
-Blauwe Zoom · 
-Giessendam · 
Hillegom · 
Lansingerland-Zoetermeer · 
Leiden:
-Centraal · 
-Lammenschans · 
Nieuwerkerk a/d IJssel · 
Rijswijk · 
Rotterdam:
-Alexander · 
-Blaak · 
-Centraal · 
-Lombardijen · 
-Noord · 
-Stadion · 
-Zuid · 
Sassenheim · 
Schiedam Centrum · 
Sliedrecht · 
-Baanhoek · 
Voorburg · 
Voorhout · 
Voorschoten ·
Waddinxveen · 
-Noord ·
-Triangel ·
Zoetermeer · 
-Oost · 
Zwijndrecht
Geplande stations:
Gorinchem Noord · Hazerswoude-Koudekerk · Schiedam Kethel
Voormalige stations: zie de lijst van voormalige spoorwegstations in Zuid-Holland